# Japan Cup (cykellopp)
Japan Cup är ett japanskt endagslopp i landsvägscykling som avhållits årligen sedan 1992 (med undantag för 2020–2021 då det fick ställas in på grund av coronapandemin).

## Översikt
Det körs på en varvbana (2024 kördes 16 varv på vardera 10,3 km, sammanlagt 164,8 km) i parken Utsunomiya Shinrin-koen, nordväst om staden Utsunomiya, där Världsmästerskapen i landsvägscykling hölls 1990.
Varje varv går upp om berget Kogashi, vilket bjuder på 185 höjdmeter klättring. Loppet ingick i UCI World Cup 1996. När UCI Asia Tour instiftades 2005 inkluderades Japan Cup klassificerat som 1.1, uppgraderat till 1.HC 2008, och när UCI Pro Series skapades 2020 flyttades loppet dit (1.Pro).

## Historik
Första upplagan kördes den 8 november, men sedan 1993 har loppet gått i andra halvan av oktober.
Sedan 2010 avhålls ett kriterium, Japan Cup Criterium (registrerat på UCIs kalender som CRTP), i Utsunomiyas centrum dagen före. Detta körs fram och tillbaka längs stadens huvudgata (2024 kördes 15 vändor à 2,25 km, sammanlagt 33,75 km).
Sedan 2017 hålls även ett damlopp Japan Cup Open Race (ej UCI-rankat och huvudsakligen med nationellt deltagande) som tre eller fyra varv på samma slinga över berget Kogashi som herrarna kör (ett damlopp hölls även 2007–2008). Därtill körs även andra nationella lopp, som ett kriterium för damer, under de två tävlingsdagarna.

## Japan Cup i populärkulturen
2007 hade den japanska animerade långfilmen/OVA:n Nasu: Suitcase no wataridori premiär. Historien, som är regisserad av Kitarō Kōsaka och producerad av Madhouse, utspelar sig under en upplaga av Japan Cup. Detta är den andra filmproduktionen baserad på Iō Kurodas manga Nasu, efter Nasu: Andalucia no natsu (2003).

## Podieplaceringar
| År         | Vinnare                             | Tvåa                                | Trea                                |
| ---------- | ----------------------------------- | ----------------------------------- | ----------------------------------- |
| 1992       | Hendrik Redant                      | Bart Bowen                          | Laurent Madouas                     |
| 1993       | Claudio Chiappucci                  | Beat Zberg                          | Dmitrij Neljubin                    |
| 1994       | Claudio Chiappucci                  | Erich Maechler                      | Stefano Checchin                    |
| 1995       | Claudio Chiappucci                  | Stefano Zanini                      | Mauro Gianetti                      |
| 1996       | Mauro Gianetti                      | Pascal Hervé                        | Andrea Peron                        |
| 1997       | Yoshiyuki Abe                       | Andrea Tafi                         | Mauro Gianetti                      |
| 1998       | Fabien De Waele                     | Daniele Nardello                    | José Luis Rubiera                   |
| 1999       | Sergio Barbero                      | Mirko Celestino                     | Sébastien Demarbaix                 |
| 2000       | Massimo Codol                       | Gabriele Missaglia                  | Marco Serpellini                    |
| 2001       | Gilberto Simoni                     | Cadel Evans                         | Christophe Brandt                   |
| 2002       | Sergio Barbero                      | Igor Astarloa                       | Fabio Sacchi                        |
| 2003       | Sergio Barbero                      | Patrik Sinkewitz                    | Guido Trentin                       |
| 2004       | Patrik Sinkewitz                    | Damiano Cunego                      | Manuel Quinziato                    |
| 2005       | Damiano Cunego                      | Francisco Mancebo                   | Cristian Moreni                     |
| 2006       | Riccardo Riccò                      | Ruggero Marzoli                     | Vladimir Gusev                      |
| 2007       | Manuele Mori                        | Fabian Wegmann                      | Francesco Gavazzi                   |
| 2008       | Damiano Cunego                      | Giovanni Visconti                   | Ivan Basso                          |
| 2009       | Chris Anker Sørensen                | Daniel Moreno                       | Ivan Santaromita                    |
| 2010       | Dan Martin                          | Peter McDonald                      | Yusuke Hatanaka                     |
| 2011       | Nathan Haas                         | Taiji Nishitani                     | Junya Sano                          |
| 2012       | Ivan Basso                          | Dan Martin                          | Rafał Majka                         |
| 2013       | Jack Bauer                          | Damiano Cunego                      | Julián Arredondo                    |
| 2014       | Nathan Haas                         | Edvald Boasson Hagen                | Grega Bole                          |
| 2015       | Bauke Mollema                       | Diego Ulissi                        | Yukiya Arashiro                     |
| 2016       | Davide Villella                     | Christopher Juul Jensen             | Robert Power                        |
| 2017       | Marco Canola                        | Benjamín Prades                     | Takeaki Amezawa                     |
| 2018       | Robert Power                        | Antwan Tolhoek                      | Matti Breschel                      |
| 2019       | Bauke Mollema                       | Michael Woods                       | Dion Smith                          |
| 2020- 2021 | inställt på grund av coronapandemin | inställt på grund av coronapandemin | inställt på grund av coronapandemin |
| 2022       | Neilson Powless                     | Andrea Piccolo                      | Benjamin Dyball                     |
| 2023       | Rui Costa                           | Felix Engelhardt                    | Guillaume Martin                    |
| 2024       | Neilson Powless                     | Ilan Van Wilder                     | Matej Mohorič                       |

| År         | Vinnare                             | Tvåa                                | Trea                                |
| ---------- | ----------------------------------- | ----------------------------------- | ----------------------------------- |
| 2010       | Thomas Palmer                       | Denis Galimzianov                   | Gustav Larsson                      |
| 2011       | Steele Von Hoff                     | Davide Cimolai                      | David Tanner                        |
| 2012       | Jaroslaw Marycz                     | Fumiyuki Beppu                      | Robbie McEwen                       |
| 2013       | Steele Von Hoff                     | Bernhard Eisel                      | Matteo Trentin                      |
| 2014       | Christopher Sutton                  | Steele Von Hoff                     | Ben Swift                           |
| 2015       | Fumiyuki Beppu                      | Ben Swift                           | Steele Von Hoff                     |
| 2016       | Fumiyuki Beppu                      | Jon Aberasturi                      | Manuele Mori                        |
| 2017       | Marco Canola                        | Juan José Lobato                    | Bram Welten                         |
| 2018       | John Degenkolb                      | Cameron Scott                       | Marco Canola                        |
| 2019       | Edward Theuns                       | Sonny Colbrelli                     | Brenton Jones                       |
| 2020- 2021 | inställt på grund av coronapandemin | inställt på grund av coronapandemin | inställt på grund av coronapandemin |
| 2022       | Edward Theuns                       | Axel Zingle                         | Atsushi Oka                         |
| 2023       | Edward Theuns                       | Riley Sheehan                       | Axel Zingle                         |
| 2024       | Toms Skujiņš                        | Mauro Schmid                        | Antoine Huby                        |

| År         | Vinnare                        |
| ---------- | ------------------------------ |
| 2007       | Miho Oki                       |
| 2008       | Mayoko Hagiwara                |
| 2017       | Hiromi Kaneko                  |
| 2018       | Yono Ishigami                  |
| 2019       | Alana Forster                  |
| 2020- 2021 | inställt p.g.a. coronapandemin |
| 2022       | Miyoko Karami                  |
| 2023       | Shoko Kashiki                  |
| 2024       | Karin Abe                      |